# James Bolton
James Bolton (1735 - 7 de janeiro 1799) foi um micologista, naturalista e botânico britânico.

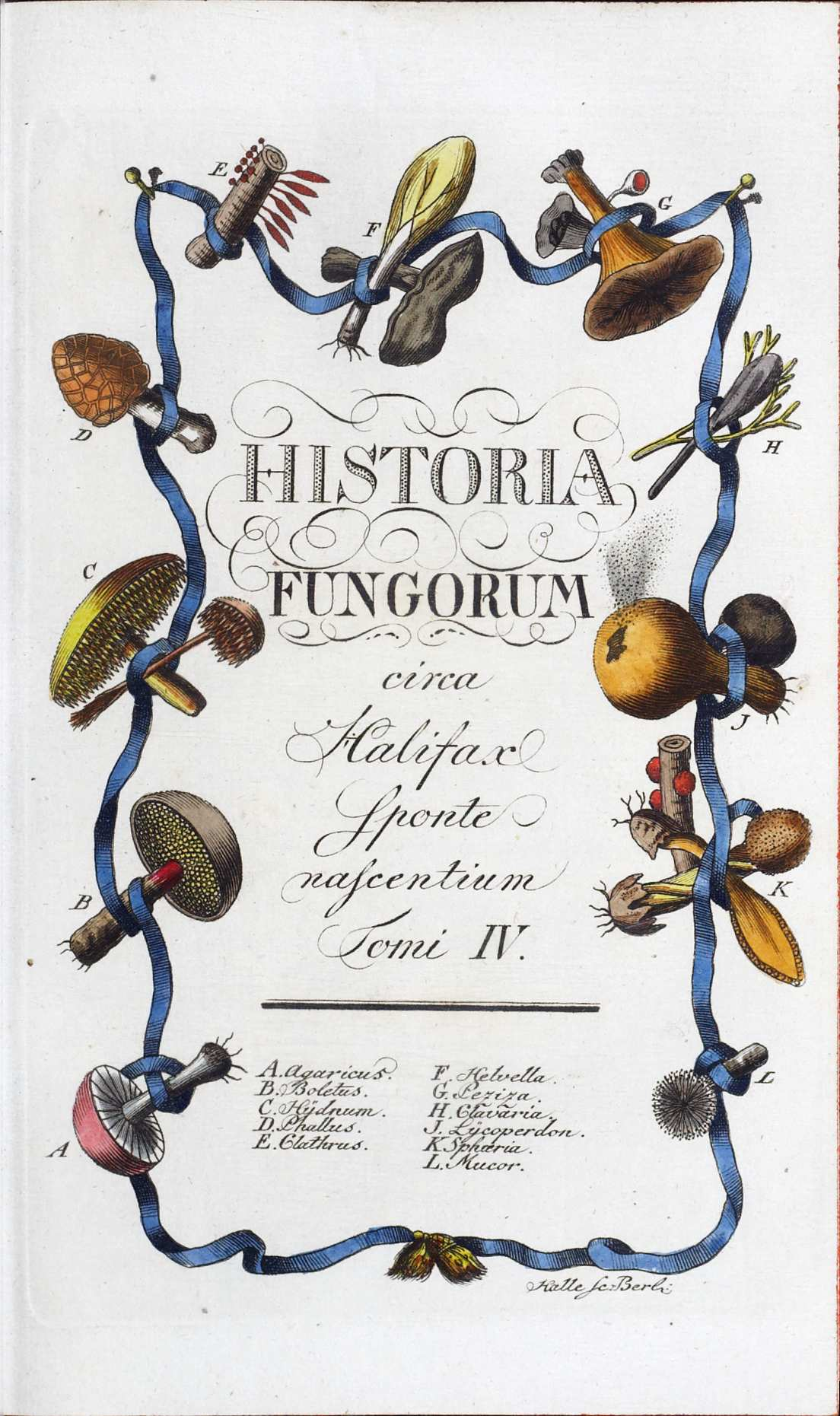
Historia fungorum (An History of Fungusses), 1795

## Biografia
James Bolton nasceu perto de Warley no West Riding de Yorkshire, em 1735, filho de William Bolton, um tecelão. James inicialmente acompanhou seu pai no comércio, mas depois tornou-se um professor de arte autodidata e, finalmente, dono de um pub em sua aldeia natal de Warley. Ele se casou com Sarah Blackburn em 1768 e o casal teve quatro filhos. Ele e sua família viveram toda a sua vida na área de Halifax.